# Buca (Izmir)
Pour les articles homonymes, voir Buca.

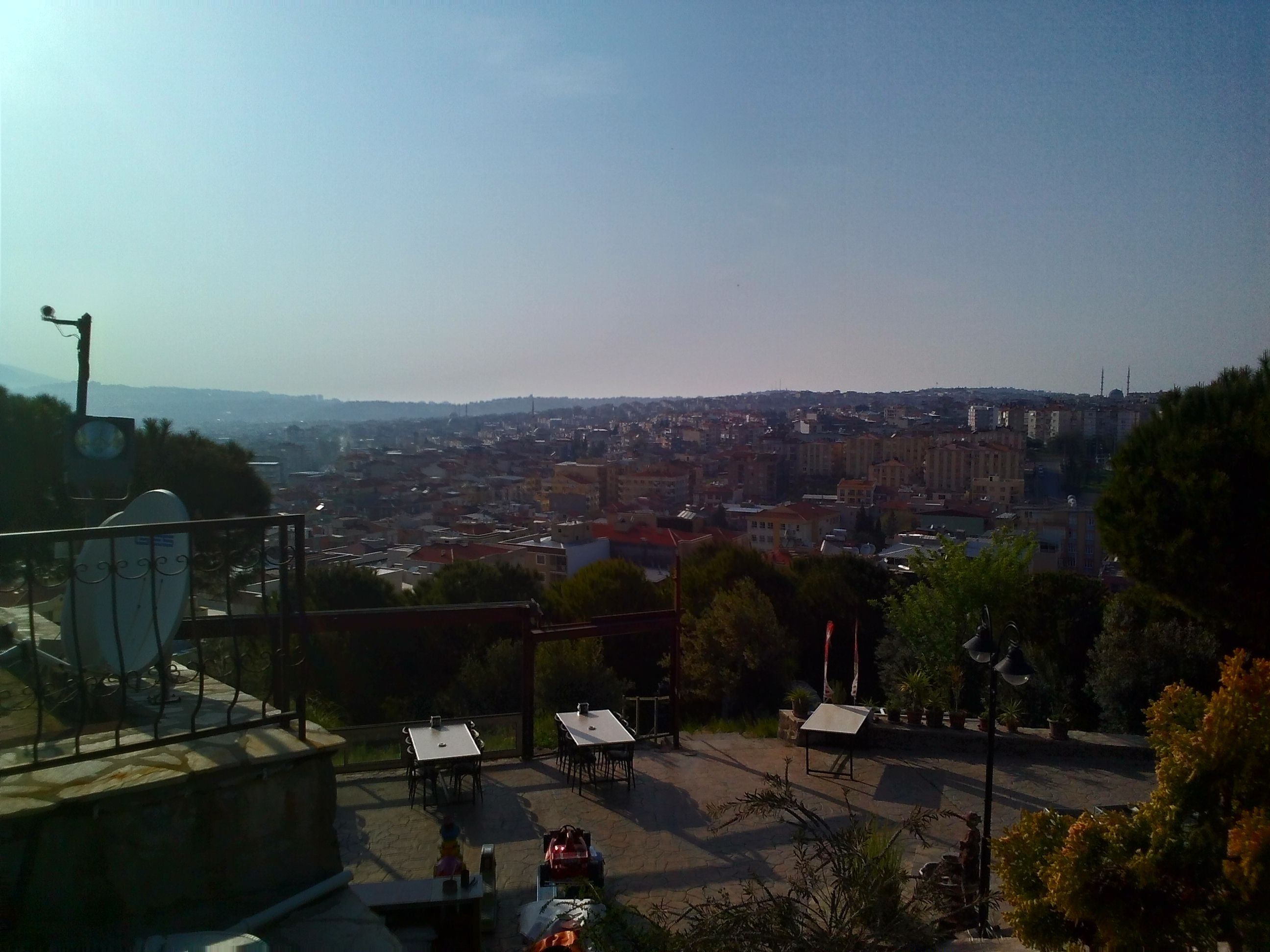
A bird's eye view of Buca district

Buca est une ville et un district de la province d'Izmir dans la région égéenne en Turquie.

## Histoire
Buca (Prononciation : Boudja) existe depuis l'époque byzantine et était habitée par des Grecs, essentiellement des paysans. À partir de la fin du XVIIe siècle, Buca connut un renouveau, lorsque le consulat français de Smyrne s'y installa, à la suite de l'épidémie de peste de 1676 et du séisme de 1688 qui frappèrent la ville de Smyrne, faisant également venir des Levantins.
En 1770, à la suite de l'échec de la Révolution d'Orloff, une révolte des Grecs contre l'occupation ottomane (sur territoire grec actuel), et soutenue par les nobles russes Orlov (pendant la guerre russo-turque de 1768-1774), de nombreux Grecs des régions révoltées (Péloponnèse, îles de Chio, Andros et Cythère) durent s'exiler et s'installèrent à Buca, participant ainsi à son développement.
En 1861, lorsque le chemin de fer rejoignit Buca depuis Smyrne, nombre de riches européens y construisirent leur maison d'été. En raison de son développement, Buca devint progressivement une banlieue de la ville de Smyrne, ce qui eut pour conséquence l'installation d'une population permanente de plus en plus importante. Ainsi, au début du XXe siècle, Buca comptait :
- 3 églises grecques orthodoxes
- 2 écoles communautaires grecques (une pour garçons, une pour filles)
- plusieurs écoles grecques privées
- 2 écoles anglaises privées
- 1 école de nonnes catholiques
- 1 école de moines capucins

Les Grecs, avec le reste des habitants chrétiens, constituaient la majorité de la population, alors que la population musulmane turque était minoritaire, tout comme dans la ville-même de Smyrne.
Cependant, à la suite de l'expulsion massive et violente de tous les Grecs d'Asie mineure (Turquie actuelle), la population grecque de Buca fut éradiquée et les exilés se réfugièrent en Grèce actuelle. Plus tard, en 1955, ils fondèrent, dans une région proche d'Athènes, l'agglomération de Néos Voutzas (en grec : Νέος Βουτζάς, littéralement Nouveau Buca), qui compte aujourd'hui environ 1100 habitants. Le jour de l'inauguration du nouveau quartier, un morceau de pierre provenant de l'autel de l'église grecque de Saint-Jean qui avait pu être emporté par les habitants qui avaient quitté Buca, fut posé comme fondation de la nouvelle agglomération. Aujourd'hui l'église de Néos Voutzas est également dédiée à saint Jean, et s'y trouve une icône ancienne de l'église Saint-Jean de Buca qui put également être emportée.
Aujourd'hui, seules une église catholique et une église (baptiste) existent à Buca.